# 賢くなるパズル

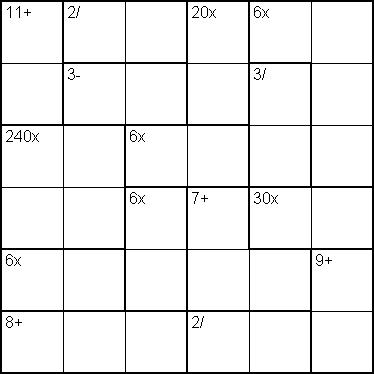
賢くなるパズル例

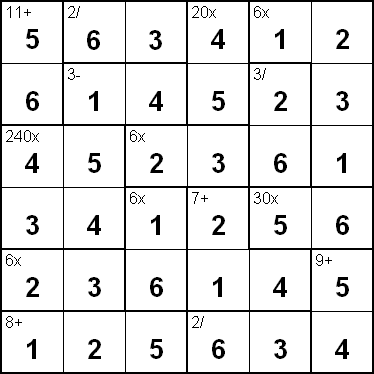
上記パズルの解答

賢くなるパズルとは、ペンシルパズルの1つである。2004年（平成16年）に数学教師の宮本哲也が考案した。

## ルール
- 枠内の縦横同じ列には同じ数字が重複しないよう1つずつ入る。
- 枠の行数と同じ数までの数字が縦横各列に入る。すなわちラテン方陣を成す。
- あらかじめ記された数字と加減乗除の記号は、太線で区切られた空間内に入る数字の全てを加減乗除した結果を示している。

## 歴史
- 学習研究社 宮本哲也 『賢くなるパズル』シリーズ 2006年7月発売。
- 2007年5月にイタリアのボローニャで行われたブックフェアに出展。
- 2007年10月の世界最大のフランクフルト・ブックフェアに出展。
- 2008年3月イギリスの『タイムズ』紙が数独に続く数学パズルとして紹介し、パズルの掲載を開始した。

## 書誌情報

### 単行本
- 宮本哲也『宮本算数教室の賢くなるパズル　たし算・初級』学習研究社〈宮本算数教室の教材〉、2006年8月。ISBN 4-05-302376-9。
- 宮本哲也『宮本算数教室の賢くなるパズル　かけ算・初級』学習研究社〈宮本算数教室の教材〉、2006年8月。ISBN 4-05-302377-7。
- 宮本哲也『宮本算数教室の賢くなるパズル　たし算・中級』学習研究社〈宮本算数教室の教材〉、2006年9月。ISBN 4-05-302387-4。
- 宮本哲也『宮本算数教室の賢くなるパズル　かけ算・中級』学習研究社〈宮本算数教室の教材〉、2006年9月。ISBN 4-05-302388-2。
- 宮本哲也『宮本算数教室の賢くなるパズル』 入門編、学習研究社〈宮本算数教室の教材〉、2006年10月。ISBN 4-05-302390-4。
- 宮本哲也『宮本算数教室の賢くなるパズル　たし算・上級』学習研究社〈宮本算数教室の教材〉、2006年12月。ISBN 4-05-302410-2。
- 宮本哲也『宮本算数教室の賢くなるパズル　かけ算・上級』学習研究社〈宮本算数教室の教材〉、2006年12月。ISBN 4-05-302411-0。
- 宮本哲也『宮本算数教室の賢くなるパズル　四則初級』学習研究社〈宮本算数教室の教材〉、2007年3月。ISBN 978-4-05-302457-2。
- 宮本哲也『宮本算数教室の賢くなるパズル　四則中級』学習研究社〈宮本算数教室の教材〉、2007年3月。ISBN 978-4-05-302458-9。
- 宮本哲也『宮本算数教室の賢くなるパズル　四則上級』学習研究社〈宮本算数教室の教材〉、2007年3月。ISBN 978-4-05-302459-6。
- 宮本哲也『宮本算数教室の賢くなるパズル』 基礎編、学習研究社〈宮本算数教室の教材〉、2007年4月。ISBN 978-4-05-302467-1。
- 宮本哲也『賢くなるパズルたし算ひき算』学習研究社、2007年5月。ISBN 978-4-05-403433-4。
- 宮本哲也『賢くなるパズルかけ算わり算』学習研究社、2007年5月。ISBN 978-4-05-403434-1。
- 宮本哲也『賢くなるパズルEXたし算ひき算　計算ブロック』学習研究社、2007年6月。ISBN 978-4-05-403485-3。
- 宮本哲也『賢くなるパズルEXかけ算わり算　計算ブロック』学習研究社、2007年6月。ISBN 978-4-05-403486-0。
- 宮本哲也『賢くなるパズル四則　計算ブロック』学習研究社、2007年7月。ISBN 978-4-05-403515-7。
- 宮本哲也『Kenken puzzle　宮本哲也の「賢くなるパズル」　日本オリジナル版』学習研究社〈Gakken mook〉、2008年1月。ISBN 978-4-05-605046-2。
- 宮本哲也『Kenken puzzle　宮本哲也の「賢くなるパズル」　インターナショナル版』学習研究社〈Gakken mook〉、2008年1月。ISBN 978-4-05-605047-9。
- 宮本哲也『宮本算数教室の賢くなるパズル　数字ブロック初級』学習研究社〈宮本算数教室の教材〉、2008年9月。ISBN 978-4-05-302802-0。
- 宮本哲也『宮本算数教室の賢くなるパズル　数字ブロック中級』学習研究社〈宮本算数教室の教材〉、2008年9月。ISBN 978-4-05-302803-7。
- 宮本哲也『宮本算数教室の賢くなるパズル　てんびん初級』学習研究社〈宮本算数教室の教材〉、2008年10月。ISBN 978-4-05-302827-3。
- 宮本哲也『宮本算数教室の賢くなるパズル　てんびん中級』学習研究社〈宮本算数教室の教材〉、2008年10月。ISBN 978-4-05-302828-0。
- 宮本哲也『Kenken blocks』学習研究社、2008年12月。ISBN 978-4-05-404005-2。
- 宮本哲也『賢くなるパズル　てんびん上級』学研教育出版〈宮本算数教室の教材〉、2010年2月。ISBN 978-4-05-303127-3。
- 宮本哲也『賢くなるパズル　数字ブロック上級』学研教育出版〈宮本算数教室の教材〉、2010年2月。ISBN 978-4-05-303128-0。
- 『脳パズル』 〈2〉計算ブロック編、クロスワード編集部(監修)、インフォレスト〈パズルキングシリーズ〉、2010年8月。ISBN 978-4-86190-954-2。
- 『宮本パズル エコノミークラス編 初心者レベル』ディスカヴァー・トゥエンティワン、2013年2月。ISBN 978-4-7993-1287-2。
- 『宮本パズル ビジネスクラス編 やや難レベル』ディスカヴァー・トゥエンティワン、2013年2月。ISBN 978-4-7993-1288-9。
- 『宮本パズル ファーストクラス編 激辛レベル』ディスカヴァー・トゥエンティワン、2013年2月。ISBN 978-4-7993-1289-6。

### コンピュータゲーム
- ニンテンドーDS「宮本算数教室の教材 賢くなるパズルDS版」2008年2月14日発売
- Yahoo!ケータイ版賢くなるパズル 2008年5月1日配信開始